# Zevulun Hammer
Zevulun Hammer (hebrejsky: זבולון המר‎, 31. května 1936 – 20. ledna 1998) byl izraelský politik, poslanec za Národní náboženskou stranu, ministr a místopředseda izraelské vlády.

## Biografie
Narodil se v Haifě za dob britského mandátu Palestina. Angažoval se v mládežnickém hnutí Bnej Akiva, které později vedl, a sloužil v Izraelských obranných silách v programu Nachal. Studoval na Bar-Ilanově univerzitě, kde získal titul bakalář v oboru judaismus a Bible, rovněž tak získal učitelský certifikát a pracoval jako učitel. Na univerzitě vedl studentský svaz a byl členem prezidia izraelské studentské asociace a Světové unie židovských studentů.

### Politická kariéra
Poprvé byl zvolen poslancem Knesetu ve volbách v roce 1969 za Národní náboženskou stranu. V lednu 1973 se stal náměstkem ministra školství a kultury. V říjnu 1975 byl jmenován ministrem sociální péče, avšak tuto funkci zastával pouze do prosince 1976, kdy jeho strana odešla z vlády.
Po volbách v roce 1977 byl jmenován ministrem školství a tento post si udržel až do září 1984. Po krátké období během 10. Knesetu vystoupili Hammer a Jehuda Ben Me'ir z Národní náboženské strany a založili novou frakci s názvem Gešer - Sionistický náboženský střed. Po dvou týdnech se však oba nakonec vrátili zpět do své mateřské strany.
V říjnu 1986 se stal ministrem pro náboženské věci a v roce 1990 se stal opět ministrem školství. O své ministerské posty přišel poté, co jeho strana opustila vládu Jicchaka Rabina. Ministrem se stal po volbách v roce 1996, kdy byl opět jmenován ministrem školství a navíc se stal místopředsedou vlády. V srpnu 1997 byl navíc jmenován ministrem pro náboženské věci.
Hammerovi byla diagnostikována rakovina, na kterou zemřel při výkonu úřadu dne 20. ledna 1998. Zanechal po sobě ženu a čtyři děti.